# Sainte-Marie-de-Gosse
Sainte-Marie-de-Gosse település Franciaországban, Landes megyében. Lakosainak száma 1228 fő (2022. január 1.). Sainte-Marie-de-Gosse Biarrotte, Port-de-Lanne, Saint-Étienne-d’Orthe, Saint-Laurent-de-Gosse, Saint-Martin-de-Hinx, Guiche és Sames községekkel határos.

## Népesség
A település népessége az elmúlt években az alábbi módon változott:
| Lakosok száma | 821  | 729  | 815  | 1016 | 1106 | 1147 | 1184 | 1200 | 1201 | 1228 |
|               | 1968 | 1982 | 1990 | 2006 | 2013 | 2015 | 2017 | 2019 | 2020 | 2022 |